# Szilasi Anna
Szilasi Anna (Bonyhád, 1938. június 30. –) belgyógyász főorvos, az orvostudomány kandidátusa, címzetes egyetemi docens, Pécs város főorvosa, a pécsi Egyesített Egészségügyi Intézmények igazgatója. 
Általános orvosi diplomája megszerzését követően 1962-től a Pécsi Orvostudományi Egyetem I. számú Belgyógyászati Klinikáján klinikai tanársegédként dolgozott, belgyógyászati szakvizsgáját 1967-ben szerezte. 1967-től a Pécs Városi Tanács Egészségügyi Osztályának osztályvezetője, majd 1969-től 1991-ig Pécs város főorvosa, az Egyesített Egészségügyi Intézményeket 1987-től 1991-ig vezette. 1980 és 1990 között a WHO tagjaként képviselte Magyarországot a betegségmegelőzés és szűrővizsgálatok témában. Kutatási témái a komplementer gyógymódok, a nem fertőző betegségek prevenciója, és az orvosi informatika. 1992-ben közreműködött a Gábor Dénes Főiskola megalapításában. Doktori (PhD) fokozatát 1995-ben szerezte komplex lakosságszűrés, betegség-megelőzés, és lakossági egészségvédelem témában. 
Belgyógyászati magánpraxisát 1991-ben indította, ahol háziorvosi és üzemorvosi tevékenységet folytatott.

## Végzettségei, tudományos fokozatai
- Általános orvos, 1962.
- Belgyógyász szakorvos, 1967.
- MTA Kandidátus, 1980.
- Doktori (Ph.D.) fokozat, 1995.

## Szervezeti tagságai
- Egészségügyi Világszervezet (WHO)
- MTA Köztestülete
- Megelőző Orvostudományi Bizottság
- MTA Pécsi Területi Bizottsága

## Főbb publikációi
- Dokumentáció és orvosok közötti információ kialakítása Pécsett. In: A Magyar Kórházszövetség I. országos konferenciája: Siófok, 1977. május 5. – [Budapest]: [M. Kórházszöv.], [1978], Információ és dokumentáció korszerűsítése az egészségügyben / szerkesztette Szentgáli Gyula ; [írta Nyírő József et al.]. – cop. 1978, p. 202-208
- A szűrővizsgálatok megszervezése és tapasztalatai nagyvárosi lakosság körében / Szilasi Anna. In: Népegészségügy. – 64. (1983) 2., p. 91-99.
- Egészségügyi szakigazgatási lehetőségek, módszerek és tapasztalatok a foglalkozási rehabilitáció terén. In: A gyógypedagógia határterületi problémái: XII. Országos szakmai konferencia: Kaposvár, 1984. június 28-30. / [szerk. Sáhó Erzsébet] ; [rend., közread. a] Magyar Gyógypedagógusok Egyesülete. – [Bp.]: M. Gyógypedagógusok Egyes., [1986], p. 27-35.
- Mikroszámítógépes informatikai rendszerek és hálózatok az egészségügyben. Budapest: LSI Alkalmazástechnikai T. Sz., 1987.
- Adatbázis feldolgozások által felvetett szakmai kérdések az egészségmegőrzésben (társszerző). In: Egészség, életmód, informatika: Budapest '89: IV. Egészségügyi Informatikai Vándorgyűlés: Budapest, 1989. november 8-11. / [szerk. Gál Katalin, Takács Judit]. – [Bp.]: [ÁSZSZ], [1989], p. 104-109.
- Az egészségügyben végzett tevékenység gyors és sok szempontú kezelésére kifejlesztett rendszerek szolgáltatásai Pécs városában (társszerző). In: Népegészségügy. – 71. (1990) 5-6., p. 271-277.
- A veszélyeztető tényezők és az egészségi állapot összefüggései tömeges lakosságvizsgálatok alapján. In: Népegészségügy. – 71. (1990) 5-6., p. 304-307.
- Orvosi Informatikai Rendszerek. Budapest: Gábor Dénes Műszaki Főiskola, 1999.
- Informatika az egészségért. Budapest: Inok Kft, 2005
- Környezetegészségügyi minőségmenedzsment ismeretek. Budapest: Inok Kft, 2007

## Egyéb tevékenységek
- Integrált egészségügyi informatikai rendszer kifejlesztése Pécs város felnőtt lakosságára
- Kódszótárak kidolgozása: betegségek rizikótényezői, foglalkozás, egészségi állapot
- Orvosok, egészségügyi munkahelyek, orvos-beteg találkozások kötelező automatikus információáramlásának kidolgozása
- Statisztikai feldolgozások az Egészségügyi Minisztérium számára, illetve ezen keresztül a WHO felé
- Pécs város beléptetése a "Healthy Cities Project" -be (1980)
- Részvétel a WHO CINDI programjában (1981-)
- Intézmények közötti informatikai együttműködés Pécs Egyesített Egészségügyi Intézményeivel
- Oktatás: POTE, OMMF, KSI, Gábor Dénes Főiskola